# St. Katharina (Ellzee)

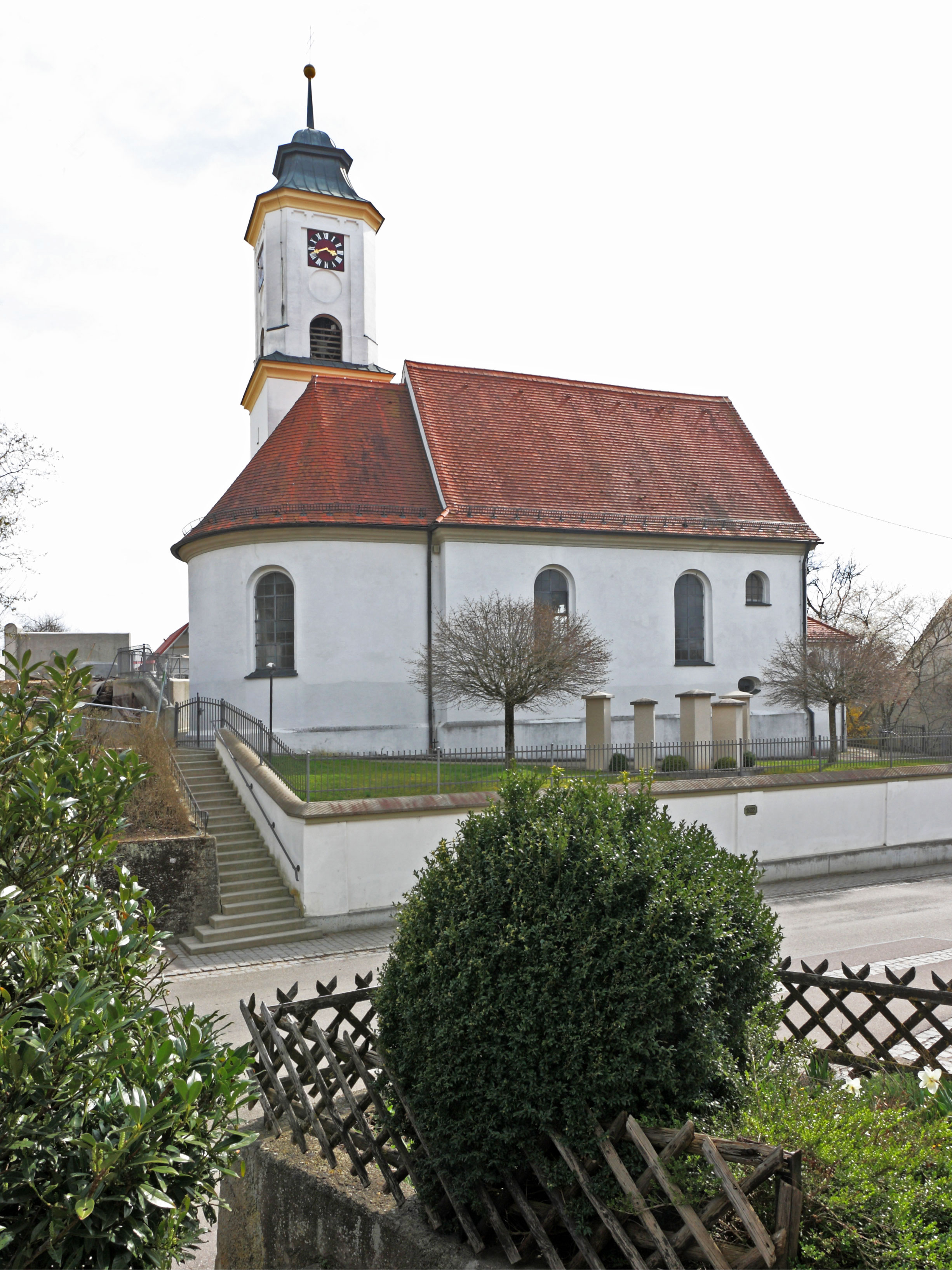
St. Katharina in Elzee

St. Katharina ist die römisch-katholische Pfarrkirche in Ellzee, einer Gemeinde im schwäbischen Landkreis Günzburg in Bayern. Das denkmalgeschützte Bauwerk ist in der Liste der Baudenkmäler in Ellzee unter der Nr. D-7-74-133-2 eingetragen. Die Kirchengemeinde gehört zum Dekanat Günzburg des Bistums Augsburg.

## Beschreibung
Die Saalkirche wurde 1687 durch das Kloster Wettenhausen errichtet. Sie besteht aus einem Langhaus, einem eingezogenen, halbrund geschlossenen Chor im Osten und einem Chorflankenturm an der Südwand des Chors. Im dritten Viertel des 18. Jahrhunderts wurden die quadratischen Geschosse mit einem achteckigen aufgestockt, das den Glockenstuhl mit drei Kirchenglocken und die Turmuhr beherbergt, und mit einem geschweiften Helm bedeckt. 
Das Oratorium im Innenraum des Chors ist mit Stuck verziert. Die Fresken, im Chor mit der Darstellung des Abendmahls Jesus und im Langhaus mit der Katharina von Alexandrien, hat 1812 Konrad Huber geschaffen. Der Hochaltar wird von den Statuen des Franz von Assisi und des Antonius von Padua flankiert. Eine Statue der Anna selbdritt wird der Werkstatt des Daniel Mauch zugeschrieben. Die Orgel mit 12 Registern, zwei Manualen und einem Pedal wurde 1996 als Opus 239 von der Orgelbau Sandtner errichtet.